# Sara Ahmed (Gewichtheberin)
Sara Samir al-Sayid Muhammad Ahmed (* 1. Januar 1998 in Ismailia) ist eine ägyptische Gewichtheberin.

## Karriere
Sara Ahmed begann 2010 mit dem Gewichtheben. Zwei Jahre später wurde sie Junioren-Afrikameisterin in der Klasse bis 63 kg. 2013 verteidigte sie ihren Titel und wurde zudem Junioren-Weltmeisterin. 
Ihren ersten Erfolg bei den Seniorinnen konnte sie bei den Mittelmeerspielen 2013 feiern, wo sie in der Klasse bis 63 kg Bronze im Reißen und Gold im Stoßen gewann. Eine weitere Goldmedaille gewann Ahmed bei den Olympischen Jugend-Sommerspielen 2014 in Nanjing in der Klasse bis 63 kg. Es folgten drei Goldmedaillen bei den Afrikaspielen 2015 sowie Bronze bei den Olympischen Sommerspielen 2016 in Rio de Janeiro in der Klasse bis 69 kg. 2017 wurde sie Weltmeisterin im Stoßen in der Klasse bis 69 kg. Ein Jahr später gewann sie bei den Mittelmeerspielen in Constantí drei weitere Goldmedaillen sowie zweimal WM-Silber und einmal WM-Bronze. Bei den Afrikameisterschaften 2019, 2022 und 2023, den Weltmeisterschaften 2022 und 2023 sowie bei den Afrikaspielen 2023 konnte Ahmed in allen drei Teildisziplinen die Goldmedaille gewinnen. Bei den Olympischen Spielen 2024 in Paris gewann sie in der Klasse bis 81 kg die Silbermedaille. 